# Cava de Viriato

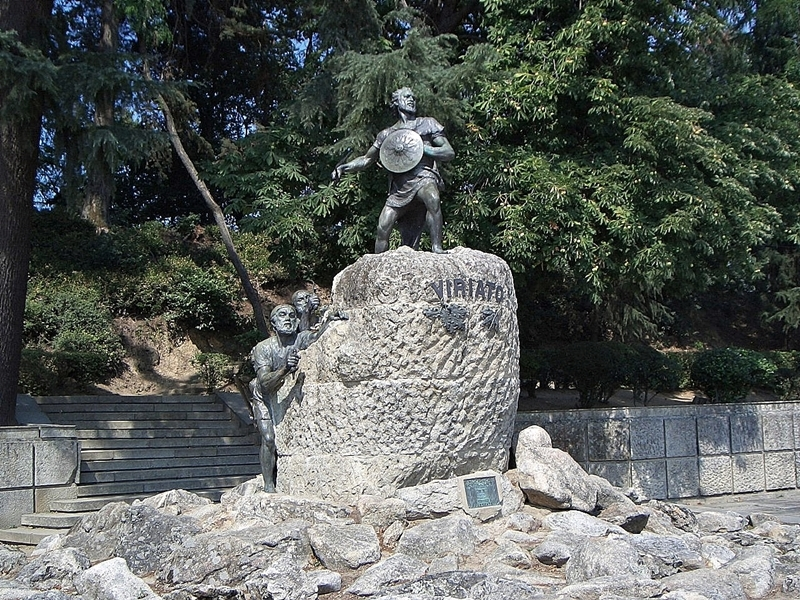
Estátua de Viriato, na Cava do Viriato.

A Cava de Viriato é uma fortaleza construída em terra batida, rodeada por um fosso, localizado a norte da cidade de Viseu. É monumento nacional desde 1910.

## Descrição
O acampamento apresenta uma forma octogonal, delimitado por fortes taludes, com 2000 metros de perímetro e uma área de oito hectares; nas faces de nascente, norte e poente apresenta vestígios de um fosso. Dos oito taludes restam e estão visitáveis seis. Segundo Jorge de Alarcão, a muralha de terra batida tem perfil trapezoidal, com cerca de 27,5 metros de largura na base e seis metros na plataforma de coroamento, tendo a superfície interna trinta hectares.
A Cava era tradicionalmente considerada um acampamento da época romana, construído por Décimo Júnio Bruto Galaico (137–136) ou, segundo Jorge de Alarcão, pelos chefes militares Petreio e Cássio Longino em meados do século I a.C.. Segundo o mesmo autor, o octógono é defendido por um fosso que as águas do rio Pavia e da ribeira de Santiago inundavam. Mais recentemente, Vasco Mantas, apesar de considerar que dentro da área da Cava existiu um acampamento romano, atribui a sua construção aos árabes.
Só no século XVI é que se ligou o nome de Viriato à Cava.